# Garowol
Garowol – miasto w Gambii, w dywizji Upper River Division.